# Alexey Chervonenkis
Alexey Yakovlevich Chervonenkis (em russo:  Алексей Яковлевич Червоненкис; 7 de setembro de 1938 – 22 de setembro de 2014) foi um matemático soviético e russo, que em conjunto com Vladimir Vapnik foi um dos desenvolvedores da teoria de Vapnik-Chervonenkis, também conhecida como "teoria fundamental da aprendizagem" ou "teoria fundamental do aprendizado", uma importante parte da teoria da aprendizagem computacional. Chervonenkis reunia-se com a Academia Russa das Ciências e com o Royal Holloway da Universidade de Londres.
Alexey Chervonenkis perdeu-se no Parque Nacional Losiny Ostrov em 22 de setembro de 2014, e o seu cadáver foi encontrado em Mytishchi, um subúrbio de Moscovo. A causa da morte foi hipotermia.